# Cinnamomum parthenoxylon
Cinnamomum parthenoxylon (Jack) Meisn. è un albero sempreverde della famiglia delle Lauracee, diffuso nel sud-est asiatico.

## Descrizione
L'albero ha la corteccia da grigia a marrone; le foglie sono lucide verdi ovali 7–10 cm appuntite. Come molte piante nella famiglia Lauraceae le foglie, se schiacciate, emanano un odore piacevole. I fiori appaiono a grappoli e sono verdi e molto piccoli; i frutti sono drupe di color nerastro.

## Distribuzione e habitat
La specie è diffusa in Indonesia, Malaysia, Filippine e Vietnam.
In Vietnam la pianta è considerata a rischio critico di estinzione (Critically Endangered).

## Usi
In Indonesia i fiori di C. parthenoxylon simbolizzano amore e legame tra i vivi e i morti; secondo la tradizione, nell'isola di Giava, i fiori sono cosparsi dai familiari sulle tombe.

### Usi medicinali
Un estratto dalla corteccia ha mostrato nei ratti di essere una possibile terapia per l'iperglicemia.